# Чемпионат Судана по футболу
Чемпионат Судана по футболу — высший футбольный дивизион в Судане. Контролируется Суданской футбольной ассоциации. Турнир на регулярной основе проводится с 1962 года. Участниками турнира в сезоне 2025 года являются 20 клубов, разделённых на четыре группы.
Действующим победителем является «Аль Хиляль», завоевавший титул в 2024 году. Призёры турнира получают право выступить в Лиге чемпионов КАФ и Кубке конфедераций КАФ.

## История
Футбол появился на территории Судана в начале XX века. В 1927 году в Атбаре был построен первый футбольный стадион, на котором стали проводиться турниры среди железнодорожников. Также разыгрывалась Лига штата Хартум. По разным источникам, её появление относят к 1920-м или 1930-м годам.
Первую попытку провести чемпионат Судана предприняли в 1934 году — турнир среди 14 клубов выиграл «Аль-Меррейх». К сезону 1936/37 в стране уже действовало 36 клубов, а к 1945/46 — 103. Многие из них получили названия с отсылками к Корану. С 1951 года начал проводиться чемпионат Хартума.
Полноценный чемпионат Судана был организован в 1962 году, а в 1990-е годы он был преобразован в Премьер-лигу. Первым чемпионом стал клуб «Аль-Хиляль». Команда из Омдурмана удерживает рекорд по количеству побед в турнире — 32. Ближайший преследователь — «Аль-Меррейх» (23 победы), также представляющий Омдурман.

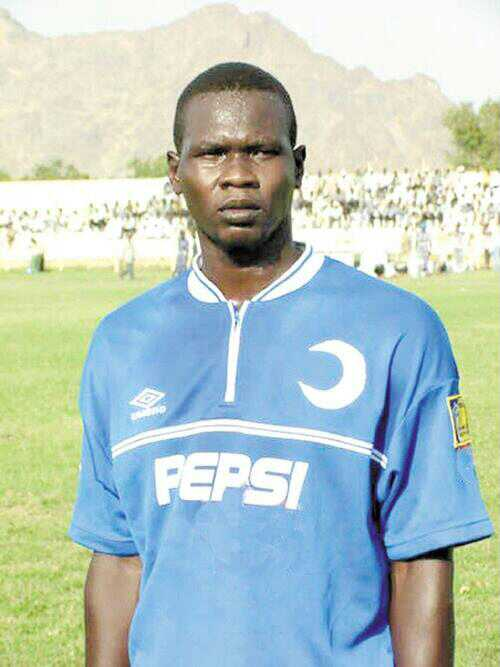
Моатаз Кабир четыре раза становился лучшим бомбардиром чемпионата

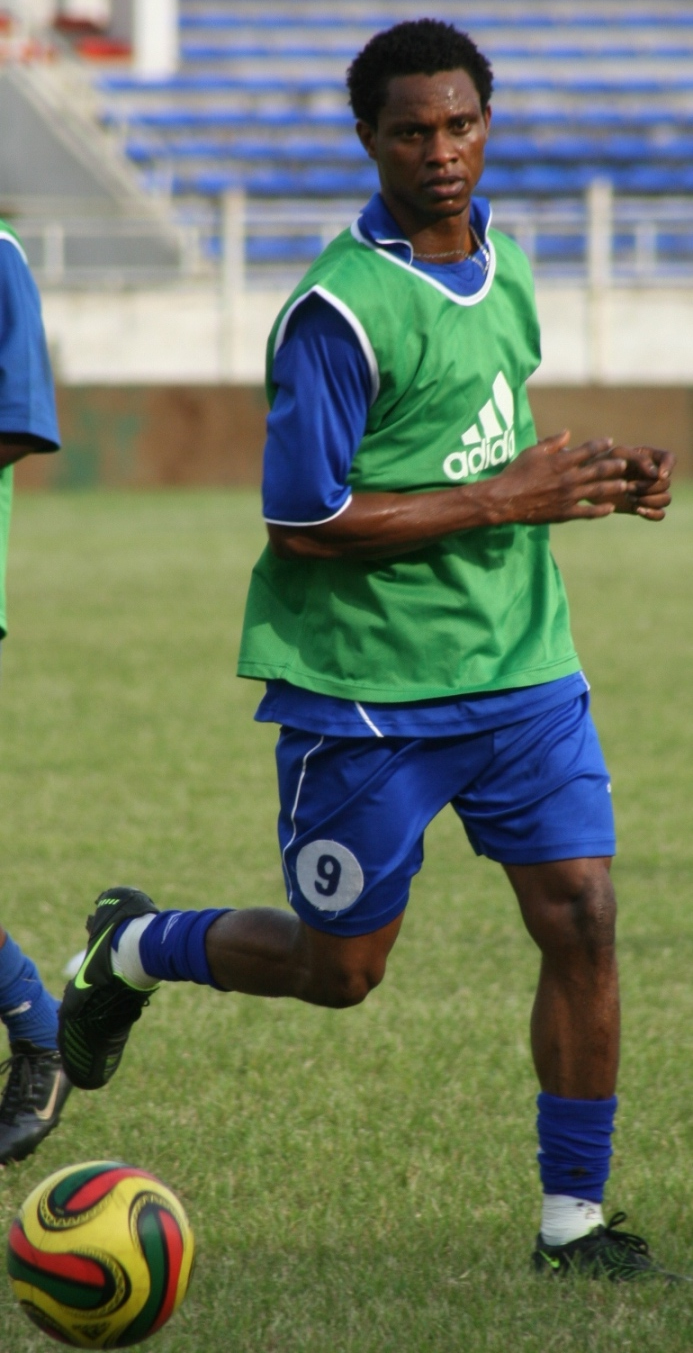
Келечи Осунва забил 34 гола в одном сезоне

Рекорд по количеству голов за один сезон чемпионата Судана принадлежит Келечи Осунве — он забил 38 мячей. Моатаз Кабир стал первым игроком, который четыре сезона подряд становился лучшим бомбардиром турнира.
В апреле 2023 года чемпионат был приостановлен из-за начала гражданской войны в Судане и доигран не был. В сезоне 2023/24, из-за сложной обстановки в стране, два ведущих клуба — «Аль-Хиляль» и «Аль-Меррейх» — были допущены к участию в чемпионате Мавритании, несмотря на то что ранее КАФ не разрешал суданским клубам выступать в чемпионате Танзании.
С начала гражданской войны было расформировано как минимум 15 профессиональных клубов, а многие футболисты перебрались в чемпионат Ливии. Ливийская футбольная федерация разрешила каждому клубу иметь двух суданских игроков и учитывать их как граждан Ливии, чтобы не считать их легионерами.
Несмотря на проблемы в 2024 году в Судане был проведён укороченный чемпионат для определения представителей страны в общеафриканских турнирах.
Полноценный чемпионат возобновился в январе 2025 года и состоял из четырёх групп. Однако уже в феврале он вновь был остановлен из-за возобновления боевых действий.

## Чемпионские титулы
| Клуб                    | Кол-во побед | Последний титул |
| ----------------------- | ------------ | --------------- |
| Аль-Хиляль (Омдурман)   | 32           | 2024            |
| Аль-Меррейх (Омдурман)  | 23           | 2020            |
| Бари (Хартум)           | 1            | 1969            |
| Аль-Хиляль (Порт-Судан) | 1            | 1992            |
| Аль-Мурада              | 1            | 1968            |

## Победители по годам
- 1962 — Аль-Хиляль
- 1964 — Аль-Хиляль
- 1965 — Аль-Хиляль
- 1966 — Аль-Хиляль
- 1967 — Аль-Хиляль
- 1968 — Аль-Мурада
- 1969 — Бурри[en]
- 1970 — Аль-Меррейх
- 1971 — Аль-Меррейх
- 1972 — Аль-Меррейх
- 1973 — Аль-Меррейх
- 1974 — Аль-Хиляль
- 1974 — Аль-Хиляль
- 1975 — Аль-Меррейх
- 1977 — Аль-Меррейх
- 1978 — Аль-Меррейх
- 1981 — Аль-Хиляль
- 1982 — Аль-Меррейх
- 1983 — Аль-Хиляль
- 1984 — Аль-Хиляль
- 1985 — Аль-Меррейх
- 1986 — Аль-Хиляль
- 1987 — Аль-Хиляль
- 1988 — Аль-Хиляль
- 1989 — Аль-Хиляль
- 1990 — Аль-Меррейх
- 1991 — Аль-Хиляль
- 1992 — Аль-Хиляль
- 1993 — Аль-Меррейх
- 1994 — Аль-Хиляль
- 1995 — Аль-Хиляль
- 1996 — Аль-Хиляль
- 1997 — Аль-Меррейх
- 1998 — Аль-Хиляль
- 1999[fr] — Аль-Хиляль
- 1999/00[fr] — Аль-Меррейх
- 2001[fr] — Аль-Меррейх
- 2002 — Аль-Меррейх
- 2003[fr] — Аль-Хиляль
- 2004[fr] — Аль-Хиляль
- 2005[fr] — Аль-Хиляль
- 2006[fr] — Аль-Хиляль
- 2007[en] — Аль-Хиляль
- 2008[en] — Аль-Меррейх
- 2009[en] — Аль-Хиляль
- 2010[en] — Аль-Хиляль
- 2011[en] — Аль-Меррейх
- 2012[en] — Аль-Хиляль
- 2013[en] — Аль-Меррейх
- 2014[en] — Аль-Хиляль
- 2015[en] — Аль-Меррейх
- 2016[en] — Аль-Хиляль
- 2017[en] — Аль-Хиляль
- 2018[en] — Аль-Меррейх
- 2018/19[en] — Аль-Меррейх
- 2019/20[en] — Аль-Меррейх
- 2020/21[en] — Аль-Хиляль
- 2022[fr] — Аль-Хиляль
- 2022/23[fr] — отменён из-за войны
- 2024 — Аль-Хиляль
- 2025 — турнир проходит в настоящее время

## Сводная таблица
Сводная таблица 20 лучших команд турнира на основе известных результатов по данным сайта Rec.Sport.Soccer Statistics Foundation. Данные актуальны на конец сезона 2024 года. Зелёным выделены участники сезона 2025.

| №  | Команда                   | С  | И   | В   | Н   | П   | ГЗ   | ГП  | РМ    | О    |
| -- | ------------------------- | -- | --- | --- | --- | --- | ---- | --- | ----- | ---- |
| 1  | Аль-Хиляль (Омдурман)     | 25 | 584 | 459 | 93  | 32  | 1357 | 272 | +1085 | 1464 |
| 2  | Аль-Меррейх (Омдурман)    | 25 | 583 | 433 | 93  | 57  | 1267 | 327 | +940  | 1392 |
| 3  | Амаль                     | 21 | 534 | 162 | 165 | 207 | 509  | 645 | -136  | 651  |
| 4  | Аль-Ахли (Шенди)          | 13 | 348 | 158 | 79  | 111 | 429  | 305 | +124  | 553  |
| 5  | Аль-Ахли (Хартум)         | 19 | 457 | 133 | 146 | 178 | 437  | 522 | -85   | 545  |
| 6  | Аль-Хартум                | 12 | 348 | 139 | 101 | 108 | 432  | 367 | +65   | 518  |
| 7  | Аль-Хиляль (Порт-Судан)   | 18 | 376 | 122 | 106 | 148 | 365  | 456 | -91   | 472  |
| 8  | Хай Аль-Араб (Порт-Судан) | 15 | 348 | 116 | 98  | 134 | 316  | 398 | -82   | 446  |
| 9  | Аль-Хиляль (Кадугли)      | 13 | 368 | 107 | 107 | 154 | 353  | 477 | -124  | 428  |
| 10 | Аль-Мурада                | 15 | 318 | 110 | 85  | 123 | 338  | 404 | -66   | 415  |
| 11 | Аль-Ахли (Вад-Медани)     | 16 | 341 | 91  | 96  | 154 | 327  | 444 | -117  | 369  |
| 12 | Аль-Хиляль (Эль-Обейд)    | 7  | 218 | 96  | 62  | 60  | 274  | 201 | +73   | 350  |
| 13 | Аль-Меррейх (Эль-Фашир)   | 8  | 240 | 80  | 71  | 89  | 222  | 261 | -39   | 311  |
| 14 | Хартум-3                  | 11 | 212 | 70  | 63  | 79  | 232  | 259 | -27   | 273  |
| 15 | Аль-Иттихад (Вад-Медани)  | 13 | 282 | 64  | 76  | 142 | 222  | 397 | -175  | 268  |
| 16 | Аль-Миргани               | 13 | 244 | 62  | 79  | 103 | 218  | 324 | -106  | 265  |
| 17 | Хай Аль-Вади              | 8  | 186 | 64  | 62  | 60  | 172  | 186 | -14   | 254  |
| 18 | Аль-Хиляль (Эль-Фашир)    | 8  | 209 | 64  | 57  | 88  | 187  | 248 | -61   | 249  |
| 19 | Аль-Шорта (Гедареф)       | 7  | 187 | 58  | 56  | 73  | 194  | 238 | -44   | 230  |
| 20 | Аль-Ахли (Атбара)         | 7  | 208 | 55  | 48  | 105 | 182  | 302 | -120  | 213  |